# Bugny
Bugny ist eine französische Gemeinde mit 248 Einwohnern (Stand: 1. Januar 2022) Département Doubs in der Region Bourgogne-Franche-Comté. Sie gehört zum Arrondissement Pontarlier und ist Mitglied im Gemeindeverband Communauté de communes entre Doubs et Loue. Die Bewohner werden Saugets und Saugettes genannt.

## Geographie
Bugny liegt auf 855 m, etwa zehn Kilometer nördlich der Stadt Pontarlier (Luftlinie). Das Dorf erstreckt sich im Jura, auf einem Hochplateau am Südfuß des Mont Pelé, zwischen dem Erosionstal der Loue im Nordwesten und dem Plateau von Arlier (Pontarlier-Frasne) im Süden.
Die Fläche des 4,77 km² großen Gemeindegebiets umfasst einen Abschnitt des französischen Juras. Der Hauptteil des Gebietes wird vom Plateau von Bugny eingenommen, das durchschnittlich auf 860 m liegt. Es ist überwiegend von Wies- und Weideland bestanden. Das Plateau besitzt keine oberirdischen Fließgewässer, weil das Niederschlagswasser im verkarsteten Untergrund versickert. Nach Norden erstreckt sich das Gemeindeareal bis an den bewaldeten Südhang des Mont Pelé, an dem mit 970 m die höchste Erhebung von Bugny erreicht wird. Dieser Höhenzug bildet eine Antiklinale des Faltenjuras und ist gemäß der Streichrichtung des Gebirges in dieser Region in Richtung Südwest-Nordost orientiert.
Nachbargemeinden von Bugny sind Ouhans im Norden, La Chaux im Osten, Arçon und Vuillecin im Süden sowie Val-d’Usiers im Westen.

## Sehenswürdigkeiten
Die Dorfkirche l’Immaculée-Conception (Unbefleckte Empfängnis) von Bugny wurde im Jahr 1673 errichtet. Seit 1947 gehört Bugny auch zu der Mikronation Freie Republik Saugeais (République du Saugeais).

## Bevölkerung
| Jahr                       | 1962 | 1968 | 1975 | 1982 | 1990 | 1999 | 2006 | 2016 |
| Einwohner                  | 81   | 88   | 79   | 94   | 108  | 115  | 147  | 217  |
| Quellen: Cassini und INSEE |      |      |      |      |      |      |      |      |

Mit 248 Einwohnern (1. Januar 2022) gehört Bugny zu den kleinsten Gemeinden des Départements Doubs. Nachdem die Einwohnerzahl in der ersten Hälfte des 20. Jahrhunderts deutlich abgenommen hatte (1896 wurden noch 150 Personen gezählt), wurde seit Mitte der 1970er Jahre wieder ein leichtes Bevölkerungswachstum verzeichnet.

## Wirtschaft und Infrastruktur
Bugny war bis weit ins 20. Jahrhundert hinein ein vorwiegend durch die Landwirtschaft (Milchwirtschaft und Viehzucht, Ackerbau) geprägtes Dorf. Noch heute leben die Bewohner zur Hauptsache von der Tätigkeit im ersten Sektor. Außerhalb des primären Sektors gibt es fast keine Arbeitsplätze im Dorf. Einige Erwerbstätige sind auch Wegpendler, die in den umliegenden größeren Ortschaften ihrer Arbeit nachgehen.
Die Ortschaft liegt abseits der größeren Durchgangsstraßen, ist aber von der Hauptstraße N57, die von Besançon nach Pontarlier führt, leicht erreichbar. Weitere Straßenverbindungen bestehen mit Gilley, Arçon und Goux-les-Usiers.